# Jean-Baptiste-Henri Brien
Jean-Baptiste-Henri Brien (1816 à Saint-Martin - 1841 à New York) est un médecin qui a aussi connu une carrière en politique en tant que patriote.
Il s’est grandement impliqué dans la Rébellion de 1837,,,.

## Biographie

### Études
Jean-Baptiste-Henri Brien entame ses études dans le Petit séminaire de Montréal de 1827 à 1833 et fait par la suite ses études en médecine avec le docteur William Robinson à Saint-Vincent-de-Paul et avec le docteur Charles Smallwood à Saint-Martin. Il termine ses études en médecine en 1837. Cependant, il ne pratique pas longtemps la médecine, car il sera par la suite attiré par la politique et la Rébellion des patriotes,,,.

### Implication dans le mouvement patriote
Le 5 septembre 1837, Brien est un des plus jeunes fondateurs de la Société des Fils de la Liberté à Montréal.
Le 14 novembre 1837, il ne se présente pas à la bataille de Saint-Eustache et, le 27 décembre 1837, après la défaite des patriotes, il se réfugie à St Albans aux États-Unis avec le curé Étienne Chartier, Jean-Baptiste-Chamilly de Lorimier et quelques autres patriotes. Il habitera à St Albans dans l'état du Vermont et à Plattsburgh dans l'état de New York.
Le 9 janvier 1838, il se joint à la réunion de Robert Nelson, Cyrille-Hector-Octave Côté et Chevalier de Lorimier au Vermont où ils discutent d’un nouveau plan pour reprendre le contrôle du Bas-Canada. Après la déclaration d'indépendance du Bas-Canada le 28 février 1838 par Robert Nelson, Jean-Baptiste-Henri Brien gagne de plus en plus la confiance de Robert Nelson et de François-Marie-Thomas Chevalier de Lorimier et il apprend les secrets de l’association des Frères chasseurs et du plan d’invasion du Bas-Canada par la frontière des États-Unis. Afin de contribuer à la cause des patriotes, Brien fabrique avec des Canadiens et des Américains 80 000 cartouches de munitions à Plattsburgh.
Jean-Baptiste-Henri Brien retourne à Saint-Martin le 7 juillet 1838 pour se préparer au soulèvement général du Bas-Canada qui doit avoir lieu au mois de novembre 1838. Durant le soir du 3 novembre et la nuit du 4 novembre, Jean-Baptiste-Henri Brien et son ami Joseph Dumouchelle commandent des patriotes qui s'emparent des armes à Beauharnois et du manoir du seigneur Edward Ellice. Ils gardent la famille Ellice prisonnière afin de faire pression dans ce soulèvement. Le lendemain matin, Brien se rend compte qu’il n’a plus la motivation de continuer à soutenir la cause des patriotes et décide de fuir vers les États-Unis,,,.

### Aveux de Jean-Baptiste-Henri Brien
Jean-Baptiste-Henri Brien est capturé à Saint-Chrysostome durant son trajet vers les États-Unis. Il est amené à la prison du Pied-du-Courant à Montréal le 16 novembre 1838. Pour éviter la peine de mort et recouvrer la liberté, Brien accepte de donner toutes les informations qu’il possède sur les patriotes et le deuxième soulèvement.
Le 18 novembre 1838, Jean-Baptiste-Henri Brien signe un traité où il dévoile également toutes les activités des patriotes réfugiés aux États-Unis, l’existence de l’association des Frères chasseurs, que le Chevalier de Lorimier est le chef du deuxième soulèvement des patriotes dans la région de Châteauguay, ainsi que les missions qui se sont déroulées à Beauharnois et Saint-Martin. Ces informations données aux autorités britanniques ont nui aux activités des patriotes, à Robert Nelson et au Chevalier de Lorimier qui est arrêté le 12 novembre 1838,,,,,.

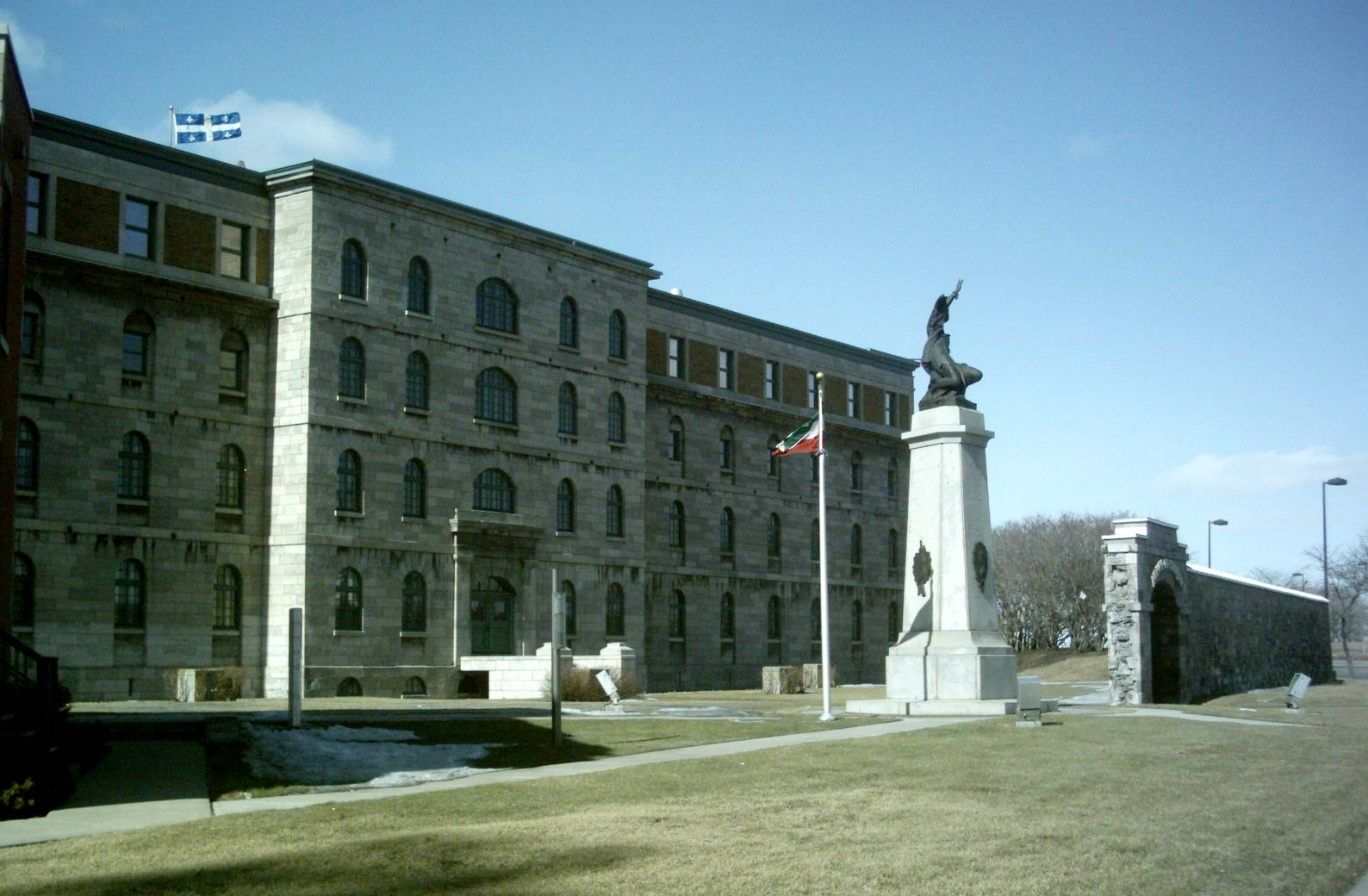
Prison du Pied-du-Courant à Montréal où Jean-Baptiste-Henri Brien partageait sa cellule avec de Lorimier

### Pendaison des 12 patriotes
Chevalier de Lorimier est capturé près de la frontière des États-Unis lors d’une bataille et est transféré dans la prison de Montréal le 22 novembre 1838. Chevalier de Lorimier est le compagnon de cachot de Jean-Baptiste-Henri Brien en attendant son exécution prévue pour le 15 février 1839.
Chevalier de Lorimier ne découvre jamais que Jean-Baptiste-Henri Brien a contribué à sa pendaison en le dénonçant à l’ennemi. Le 13 février 1838, Brien est rempli de remords et se sent incapable de partager une cellule avec de Lorimier, car il sait que l’exécution de ses amis est en partie de sa faute. Il demande à François-Xavier Prieur, un autre patriote emprisonné, de changer de cellule avec lui,,,.

### Exil
Jean-Baptiste-Henri Brien n’est pas condamné à mort grâce à ses dénonciations, mais il reste dans la prison du Pied-du-Courant jusqu’au 26 septembre 1839. Après sa libération, Brien est banni du Bas-Canada et il s’exile à New York en passant par le Haut-Canada pour ne pas être reconnu par les habitants du Bas-Canada.
Il meurt célibataire en 1841 à New York. Brien est considéré aujourd’hui dans le mouvement patriote comme un traître qui a fourni des renseignements importants sur les patriotes pour sauver sa vie et recouvrer la liberté,.